# Contrainte (procédure)
Pour les articles homonymes, voir contrainte.
Une contrainte, dans le domaine du droit en France, est un titre exécutoire qui permet à l'État ou à des organismes de sécurité sociale (de type URSSAF, CPAM, CARSAT, CAF) de recouvrer une somme due.
La contrainte est délivrée après délivrance d'une mise en demeure. Il est cependant possible d'en empêcher l'exécution en formant une opposition à contrainte auprès de la juridiction compétente.

## En matière de sécurité sociale
La contrainte peut être soit notifiée par lettre recommandée avec accusé de réception, soit signifiée par huissier de justice. À peine de nullité, elle ne peut être délivrée qu'après une mise en demeure infructueuse et doit comporter certaines mentions telles que la nature, le montant et la période des sommes exigées, la référence de la contrainte, le délai d'opposition, l'adresse du tribunal compétent et les formes de sa saisine.
L'opposition à contrainte se fait par inscription au greffe du tribunal compétent ou par lettre recommandée avec accusé de réception adressée au même tribunal dans les quinze jours suivant la notification ou la signification de la contrainte sous peine d'irrecevabilité. Elle doit être motivée et accompagnée d'une copie de la contrainte. La décision rendue par le tribunal est susceptible d'appel.
La contrainte ne devient exécutoire qu'assortie d'un certification de non-opposition ou, après opposition, d'un jugement ayant acquis force de chose jugée rejetant l'opposition.

## En matière fiscale
Le terme contrainte ne figure plus dans les textes en vigueur mais le contribuable poursuivi peut former une opposition à contrainte si sa contestation concerne l'existence de l'obligation de payer, le montant de la dette compte tenu des paiements effectués, l'exigibilité de la somme réclamée, ou tout autre motif ne remettant pas en cause l'assiette et le calcul de l'impôt, sous réserve d'une contestation préalable auprès de l'administration. Le litige ressort de la compétence du juge de l'impôt, soit au tribunal administratif soit au tribunal de grande instance selon la nature de l'impôt.  

### Note
1. ↑  Dans la majorité des cas, il s'agit du Tribunal des affaires de sécurité sociale, néanmoins, en matière d'indu de RSA ou d'APL, c'est le tribunal administratif qui a compétence pour examiner l'opposition.